# Kilkenny (sör)

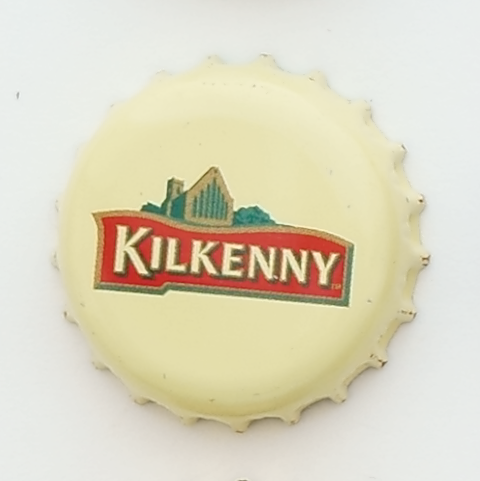

A Kilkenny egy népszerű ír sör (Irish Ale). A Kilkennyt a világ egyik legnagyobb gyártója, a Guinness főzi; (amúgy a Smirnoff, Johnnie Walker, Jose Cuervo, Bailey, Smithwick márkák gazdája is).
Ez a sör tizennegyedik századi eredetű. Kevesebb komlóval készül, mint a Guinness. A pirított maláta gazdag illatával és ízével rendelkezik. 
Szín: mahagóni
Származási hely: Írország
Gyártó: Diageo (Guiness)
Forgalmazó: Liquid Gold Kft.
Összetétel: víz, maláta, pörkölt árpa, komló
Alkoholtartalom: 4.3%